# Freedom House

Resultatet av 2018 års rapport över medborgerliga och politiska friheter i världens länder 2017.
Fria
Delvis fria
Ej fria

Freedom House (FH) är en obunden organisation med det uttalade målet att som ett politiskt oberoende forskningsinstitut bidra till spridandet av politisk frihet och demokrati världen över. Organisationen har sitt huvudkontor i Washington, D.C., USA, men finns representerad på flera olika platser i världen.

## Historia
Freedom House grundades 1941 av bland andra Wendell Willkie, Eleanor Roosevelt, George Field, Dorothy Thompson, och Herbert Bayard Swope.
I styrelsen för Freedom House ingår bl.a. ledande demokrater och republikaner, verkställande direktörer, fackföreningsmän, fristående forskare, författare, journalister och tidigare ämbetsmän för amerikanska staten. Styrelseordförande, skattmästare samt båda vice ordförande har positionen verkställande direktör i globala aktiebolag. Nuvarande (2022) president är Michael J. Abramowitz. Freedom House omsatte 29 miljoner US-dollar under räkenskapsåret 2016, vilket till 86% finansierades med anslag från federala amerikanska myndigheter. Man erhöll därutöver stöd från nederländska myndigheter och från olika privata fonder, däribland Google Net Freedom, Bradley Foundation och Jyllands-Posten Foundation.
Freedom House ingår i nätverket International Freedom of Expression Exchange, en sammanslutning av politiskt obundna människorättsorganisationer världen över. 
Utöver den årliga publicationen Freedom in the World, publiceras årligen Freedom of the Press, Nations in Transit och Countries at the Crossroad. Den första tar upp journalisters friheter och självständigheter runt om i världen, Nations in Transit fokuserar sin bevakning på 29 länder i centrala Europa och Eurasien. Countries at Crossroads är en publikation som behandlar 30 olika länder som alla står i ett vägskäl vad gäller politisk utveckling. Vidare ges flera olika specifica och fristående rapporter ut varje år.
Freedom House har ett relativt brett vetenskapligt erkännande när det gäller pålitlighet[källa behövs]. Fackmän och facklitteratur använder och refererar ofta till Freedom Houses rapporter. 

### Kritik
Samhällsdebattören Noam Chomsky har kritiserat rapporterna för att favorisera länder och regeringar som är allierade med USA och nedvärdera länder kritiska till amerikansk politik.. Den amerikanska konservativa tankesmedjan Heritage foundation har framfört kritik där de bland annat anser att FH är partisk mot konservativa aktörer och att de prioriterar vänsterliberala värden. Mera specifikt anser Heritage Foundation att FH, i sin mätning av medborgerliga rättigheter, frångår klassiska rättigheter såsom yttrande och religionsfrihet, och prioriterar vad de kallar identitetspolitiska friheter.